# Agylla eriodes
Agylla eriodes là một loài bướm đêm thuộc phân họ Arctiinae, họ Erebidae.